# Coupe d'Algérie féminine de handball 2008-2009
Navigation
Coupe 2007-2008 Coupe 2009-2010
La Coupe d'Algérie féminine de handball 2008-2009 est la 39e édition de la compétition. Il s'agit d'une épreuve à élimination directe faisant s'affronter des clubs de handball amateur et professionnel affiliés à la Fédération algérienne de handball.

## Résultats

### Finale
La finale de la Coupe d'Algérie 2008-2009 a eu lieu le 4 juin 2009 à la Salle Harcha Hassen d'Alger et se conclut sur la victoire du GS pétroliers face au HBC El-Biar sur le score de 27 à 22 :
- GS pétroliers (27) :
  - Joueuses : Hania Merboune, Tassadit Ould Taleb, Souhila Abdelkader, Nawal Chabane, Naila Belkacem, Hamida Belkacem, Nassima Dob, Keltoum Hachem, Abla Hali, Souad Titou, Naila Bekbouki, Louiza Osmani, Imène Hafar, Lamia Izem, Aicha Berriane, Sihem Hemissi, Samia Sehabi, Khadidja Bouleft.
  - Entraîneurs : Djaffar Belhocine (DTS), Karim Achour
- HBC El-Biar (22) :
  - Joueuses : Meriem Boufedjik, Houda Benachi, Fatma Boussora, Ratiba Hasnaoui, Amira Belfodil, Fatma-Zohra Bounedjar, Meroua Saidi, Karima Boumrar, Saida Hank, Anissa Khelil, Ghozlane Fodil-Chérif, Akila Salhi, Chahinaz Chikr, Houria Sadki, Naïma Kaci, Assia Bouchakour.
  - Entraîneurs : Fayçal Bouzidi (DTS), Rachid Medjaoui.